# Île Verte (Antarktika)
Die Île Verte (wörtlich aus dem Französischen übersetzt Grüne Insel, auch bekannt als Verte Island) ist eine kleine Felseninsel vor der Küste des ostantarktischen Adélielands. Sie liegt 1,5 km nördlich der Double Islands und 2,5 km östlich der Spitze der Zélée-Gletscherzunge.
Luftaufnahmen entstanden bei der US-amerikanischen Operation Highjump (1946–1947). Französische Wissenschaftler kartierten sie im Verlauf einer von 1949 bis 1951 dauernden Forschungsreise und benannten sie deskriptiv nach ihrem grünlichen Aussehen.